# Bicicleta de reparto

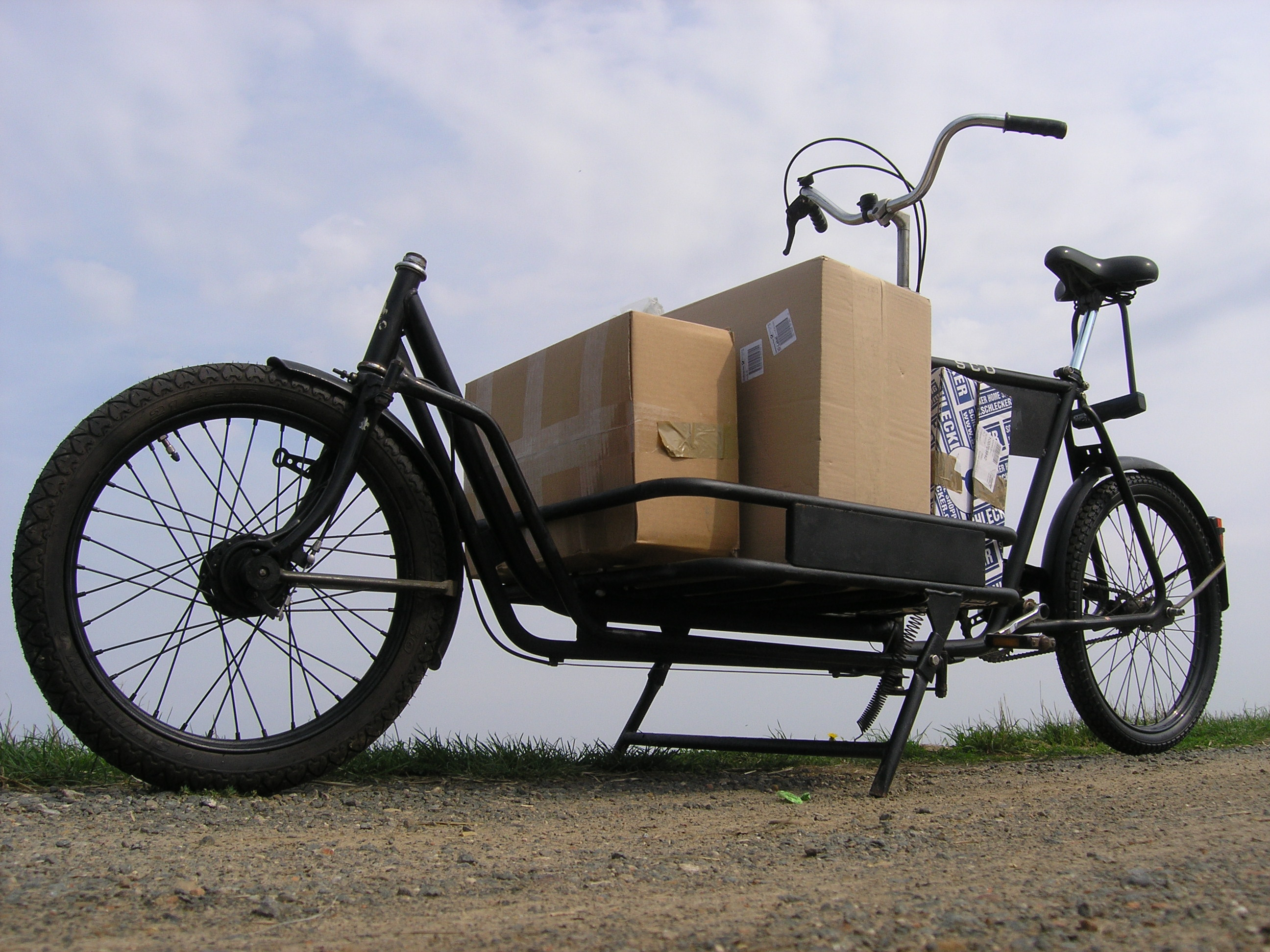
Bicicleta de mercancías danesa Long John.

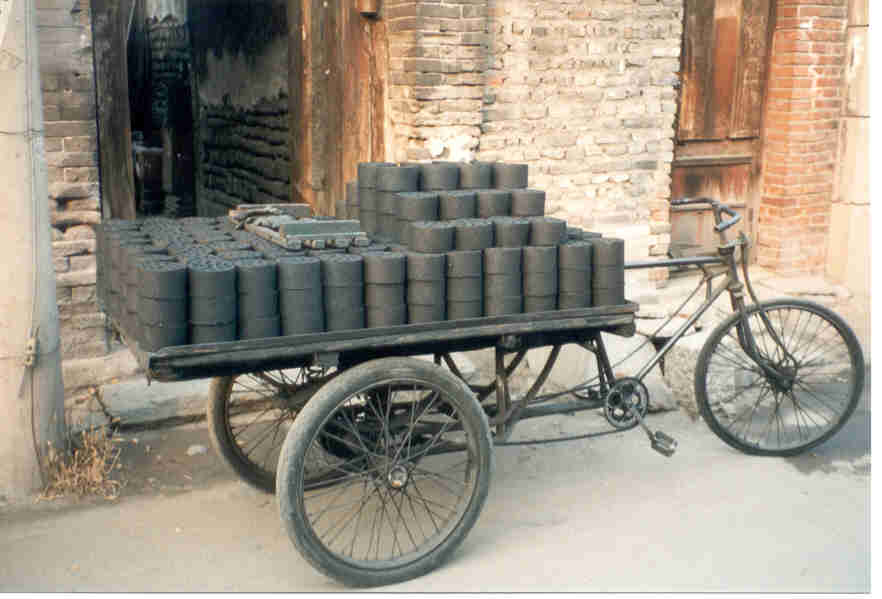
Transporte de carbón en Lijiang, Yunnan en la República Popular China.

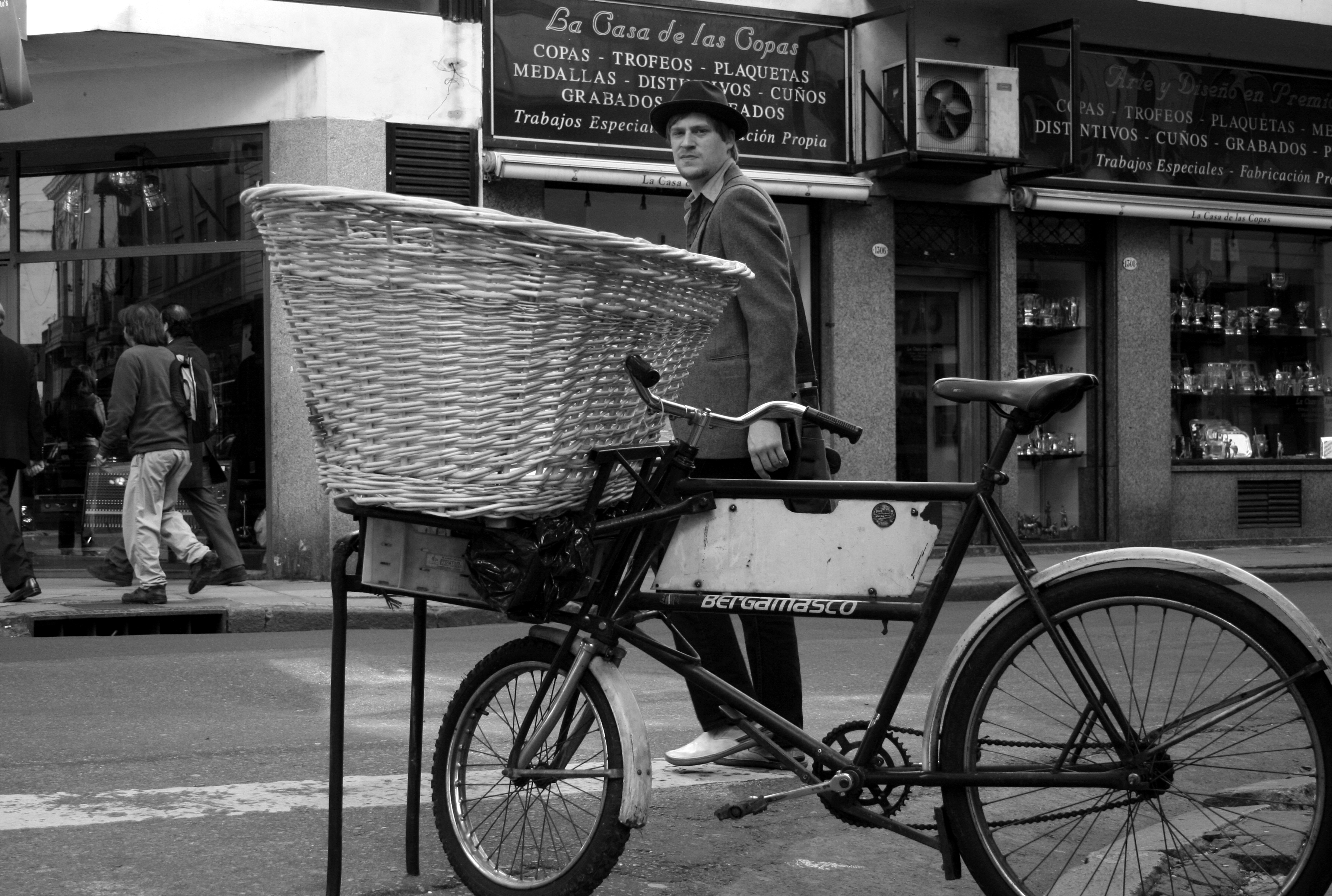
Bicicleta de reparto tipo panadera en Buenos Aires.

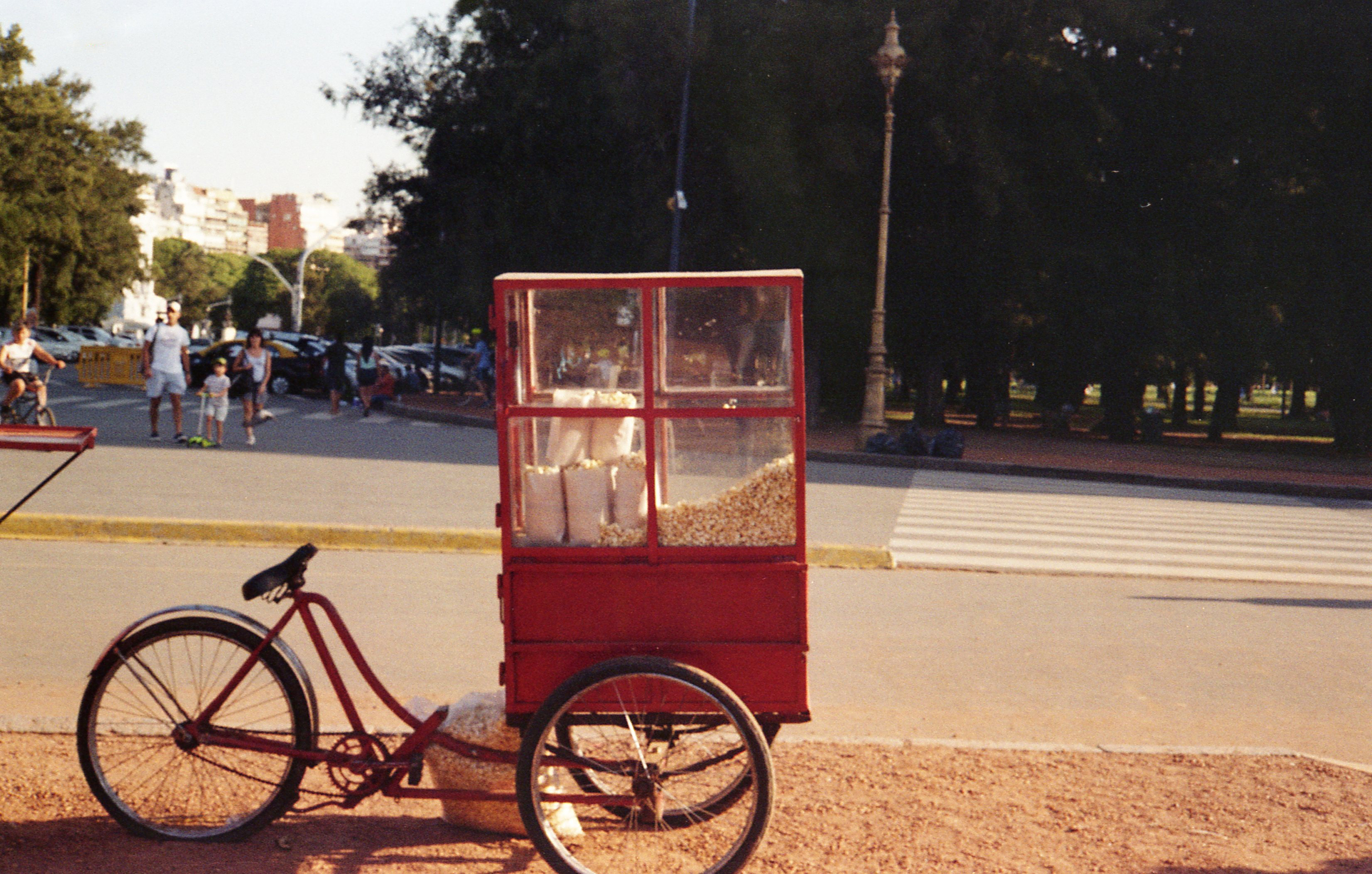
Pochoclera

Una bicicleta de reparto, bicicleta de cargo, triciclo de reparto o bicicarro es un vehículo de tracción humana diseñado específicamente para transportar cargas. El diseño del vehículo suele incluir una zona de carga que puede ser una caja cerrada, una plataforma plana o una cesta. Estos pueden estar montados sobre la bicicleta o entre ruedas paralelas en la parte delantera o trasera del vehículo. El cuadro y la transmisión deben soportar cargas muy superiores a las de las bicicletas normales. Otras consideraciones de diseño incluyen la visibilidad del conductor y la suspensión. Con la aparición de aplicaciones móviles dedicadas al delivery y otros tipos de repartos, donde se requiere un transporte ligero y de bajo costo, las bicicletas de reparto han vuelto han tenido un realce explosivo durante el siglo XXI, en especial en las grandes aglomeraciones urbanas, con el fin de evitar la congestión vehicular.
A la persona dedicada a usar este tipo de vehículo se le denomina repartidor, mensajero, ciclomensajero, bicimensajero o rider.

## Ventajas e inconvenientes
Entre sus ventajas están:
- No consumen gasolina.
- No contaminan la atmósfera.
- Su mayor agilidad en atascos que las furgonetas.
- Pueden resultar rentables en distancias cortas en zonas urbanas.
- Pueden acceder a zonas peatonales.
- Son baratos de construir y mantener.
- Pueden servir para transportar más de un niño en bicicleta.
- Con asistencia eléctrica, es mucho más sencillo llevar cargas pesadas

Entre sus inconvenientes están:
- No permite transporte a distancias medias y grandes o interurbanas.
- Limitación en cuanto a la carga transportable.
- Escasa o nula protección de las mercancías transportadas frente a las inclemencias del tiempo u otros incidentes.
- Velocidad reducida.
- Requieren un importante esfuerzo muscular, particularmente en ciudades con pendientes notables (salvo bicicletas de carga con asistencia eléctrica).

Este medio de transporte está muy extendido en algunos países subdesarrollados o en vías de desarrollo, aunque también en algunos países desarrollados con tradición ciclista, como los Países Bajos. Su uso en áreas urbanas se está estudiando y extendiendo fundamentalmente por motivaciones mediomabientales.
Entre los usos más frecuentes están:
- Servicios de reparto a domicilio en zonas urbanas (prensa, pan, etc)
- Distribución de mercancías.
- Venta ambulante de comida en zonas peatonales (puestos de helados, golosinas, etc.).
- Correo (el servicio postal del Reino Unido tiene una flota de 35.000)

## Modelos
Diseños incluyen un área de carga consistente sobre un tubo de acero portacargas, una caja abierta o cerrada, una plataforma plana o una cesta de alambre o mimbre.
- Panadera

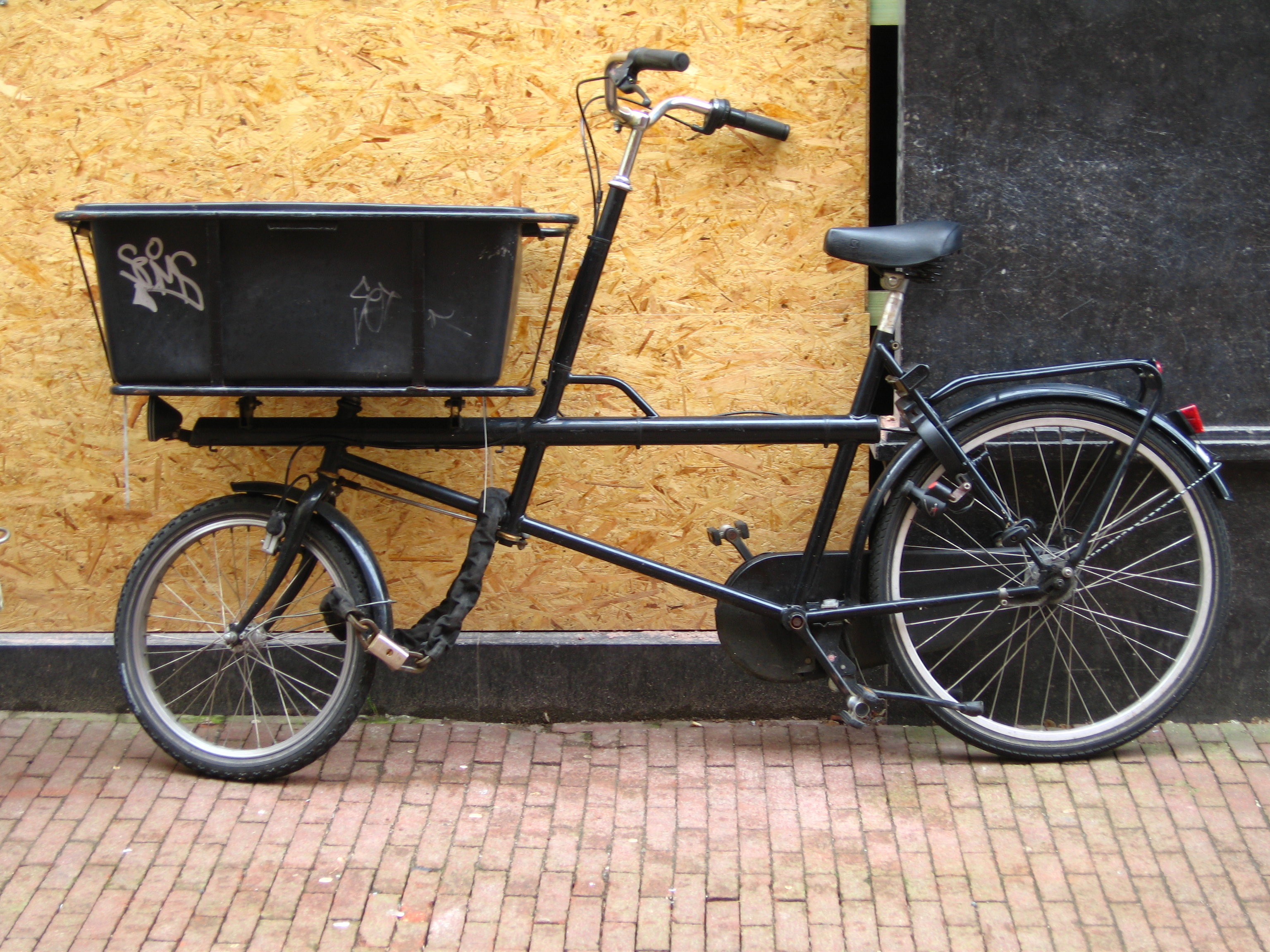
Bicicleta de reparto tipo Filibus.

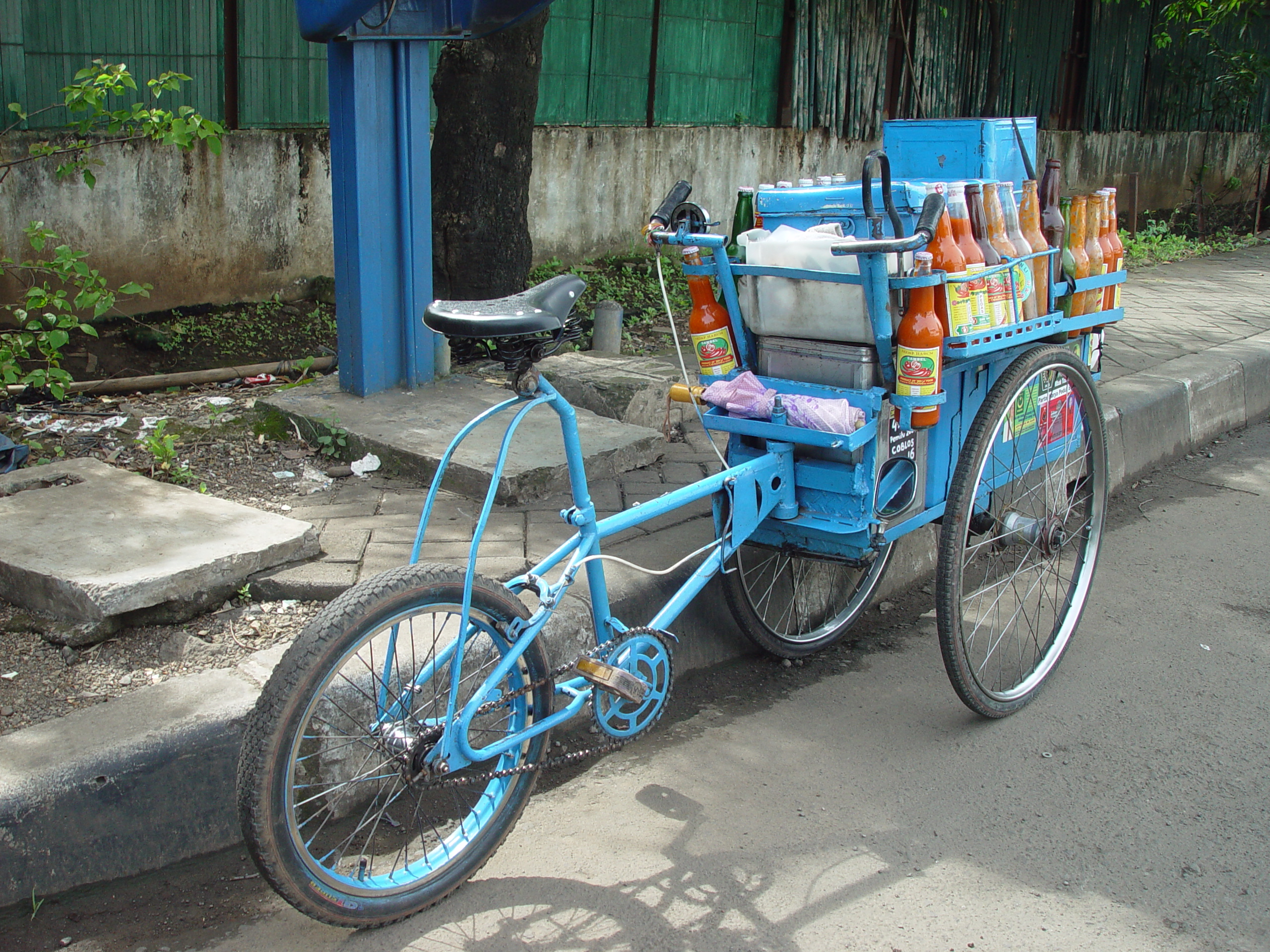
Vendedor de salsa picante en Yakarta, Indonesia.

La panadera (Delibike o Baker's Bike en inglés) es un clásico por derecho propio, trayendo de vuelta los buenos recuerdos de una época pasada, con su construcción tradicional y eterno diseño con cesta de mimbre cual le otorga estilo y gracia.
- Filibus

El Filibus es un nuevo estilo de bicicleta de reparto, diseñada por el alemán Michael Kemper. y adaptado por muchos fabricantes. Este vehículo de carga es sorprendentemente ágil y cómodo, está muy de moda en los países nórdicos y escandinavos de Europa.